# الخطوط الجوية الدولية الأوكرانية
الخطوط الجوية الدولية الأوكرانية ((بالأوكرانية: Авіакомпанія Міжнародні Авіалінії України)‏، IPA: ‎[ɑwijɐkomˈpɑn⁽ʲ⁾ijɐ miʒnɐˈrɔd⁽ʲ⁾n⁽ʲ⁾i ˌɑwijɐˈl⁽ʲ⁾in⁽ʲ⁾iji ʊkrɐˈjinɪ]‏) هي الناقل الوطني وأكبر شركة في أوكرانيا ومقرها في كييف. تسير رحلات محلية ودولية إضافة إلى خدمات الشحن في مختلف مدن أوروبا الغربية. يعتبر مطار بوريسبل الدولي المركز الأساسي، وهي أكبر شركة طيران في أوكرانيا.

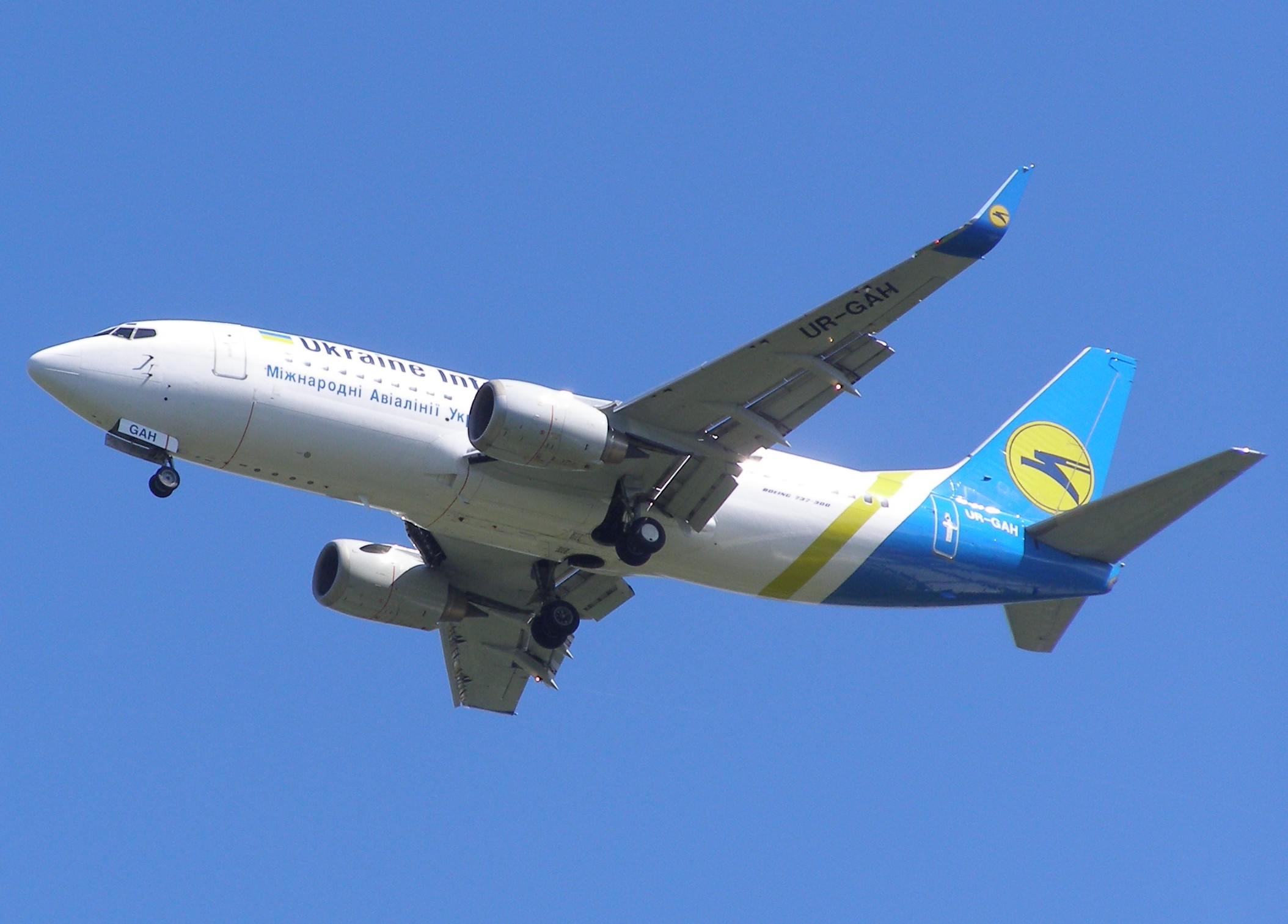
بوينغ 737-300

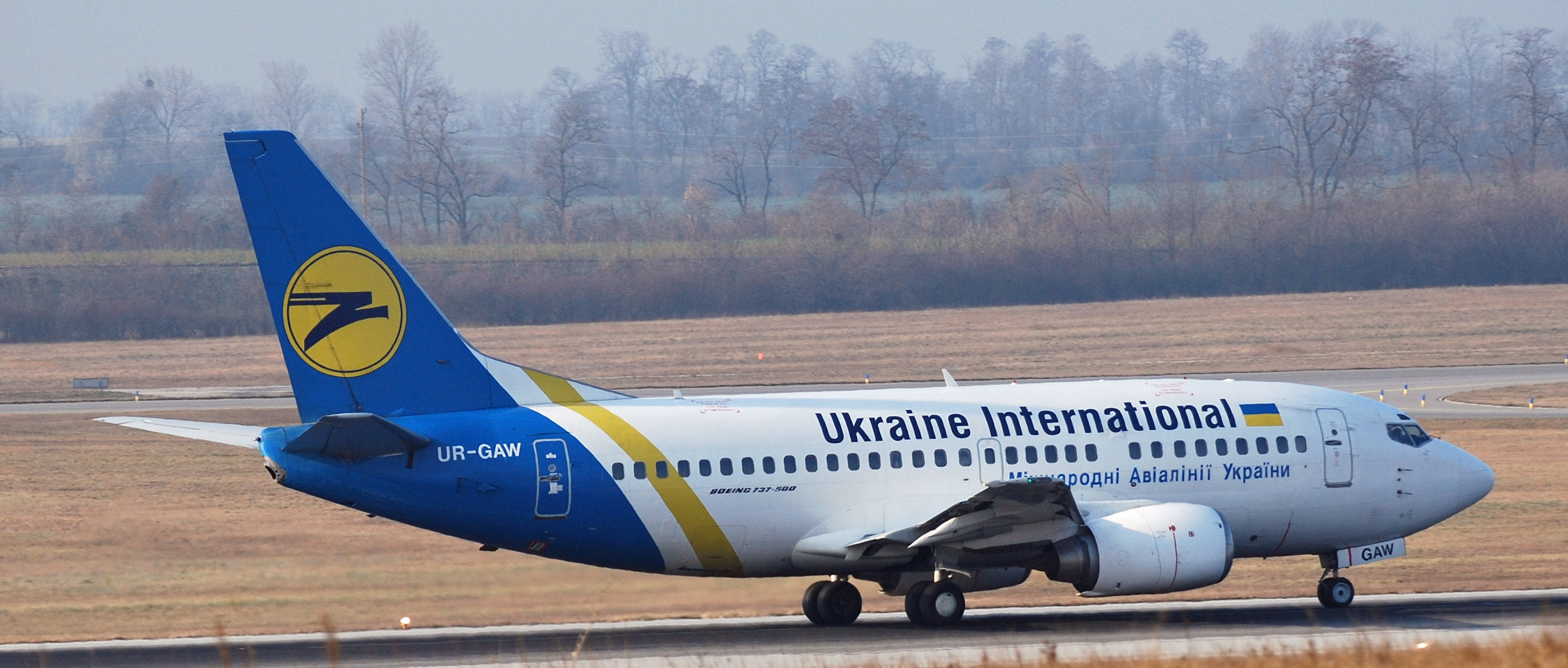
بوينغ 737-500

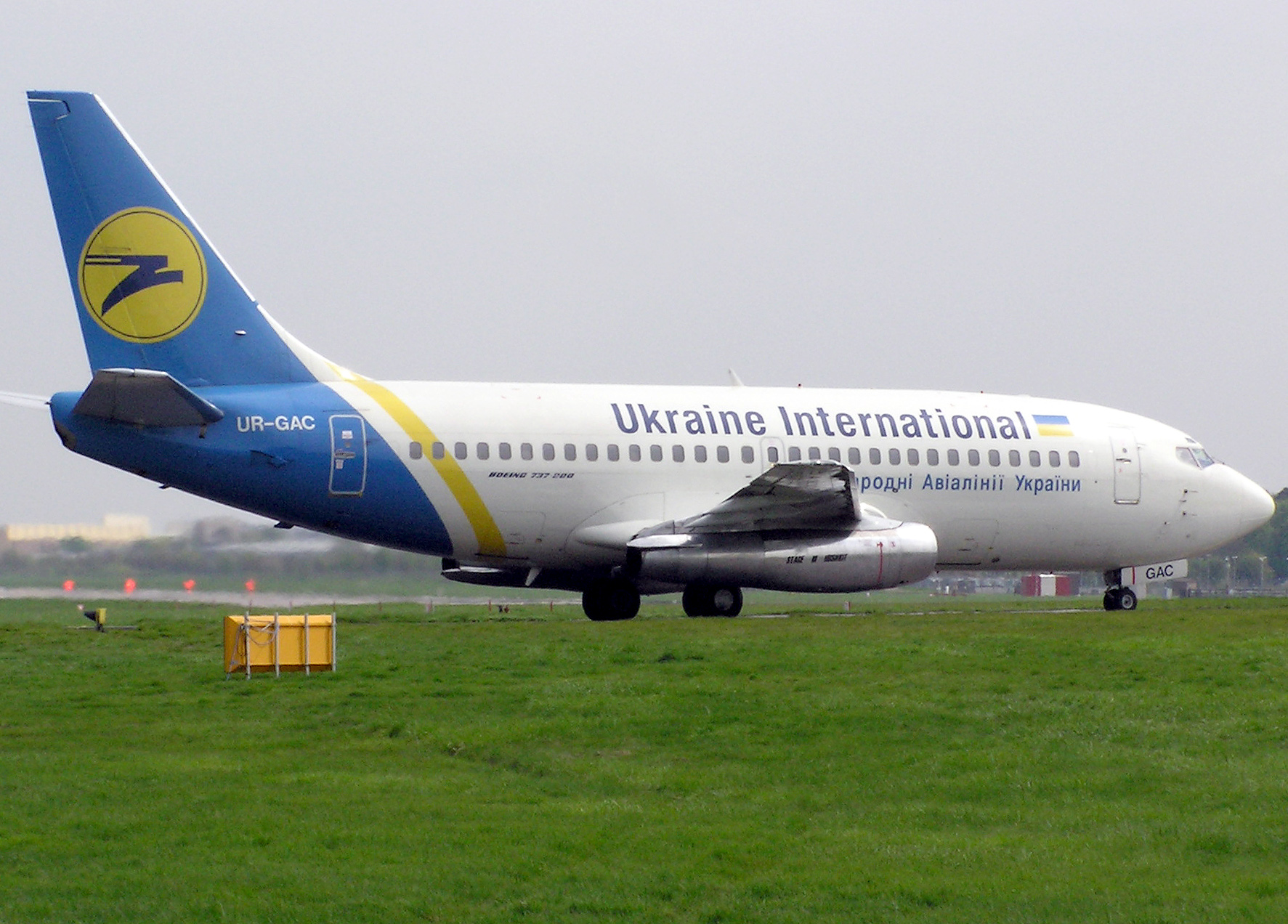
بوينغ 737 في مطار لندن غاتويك

## تاريخ
تأسست الشركة في 1 أكتوبر 1992، وأطلقت خدماتها في 25 نوفمبر 1992. وكانت واحدة من عدة مشاريع مشتركة برأس مال أجنبي في أوكرانيا، وهي أول شركة طيران في رابطة الدول المستقلة تضم لأسطولها طائرات بوينغ 737 الجديدة. وكانت الرابطة الأوكرانية للطيران المدني وغينيس بيت للطيران (شركة تأجير طائرات إيرلندية) من أبرز مؤسسيها. عام 1996 أصبحت سويسرا للطيران والخطوط الجوية النمساوية مساهمتين رئيسيتين حيث قامتا باستثمار 9 ملايين دولار أمريكي في أسهم الشركة الجديدة. في عام 2000 أصبح البنك الأوروبي للتعمير والتنمية أحد الساهمين مستثمرا بذلك 5،4 مليون دولار أمريكي. حاليا، يمتلك هذا البنك ما نسبته (9،93%) وصندوق ملكية الدولة الأوكرانيا (61،58%) وشركة بيتيلانقغيزيل شافت أم بي إتش النمساوية (22,52%) أما شركة النقل والتأمين (5،97%). تسببت مخططاتها التي ترمي إلى الزيادة في وجهاتها نحو أوروبا الشرقية وأمريكا الجنوبية في توقف هذا التوسع السريع بسبب منافساتها المحلية وخصوصا الخطوط الجوية الأوكرانية مما أدى إلى تركيزها على الرحلات الموجهة إلى أوروبا الغربية.

## الوجهات
تسير الخطوط الجوية الدولية الأوكرانية رحلات إلى أكثر من 80 وجهة في أوروبا وآسيا والشرق الأوسط ، بالإضافة إلى مدينة نيويورك وتورنتو من قاعدتها في مطار بوريسبيل، وتشغل أيضًا رحلات داخلية. وتقدم الخطوط الجوية الدولية الأوكرانية أكثر من 1000 رحلة في الأسبوع. على الرغم من أنها ليست شركة طيران اقتصادية بشكل رسمي، إلا أن العديد من رحلات الخطوط الجوية الدولية الأوكرانية حول العالم تحظى بشعبية بين المسافرين بسبب أسعارها المنخفضة.
بسبب الخسائر المستمرة، أوقفت شركة الطيران الرحلات الجوية إلى عمان وريغا وبكين ومينسك في نوفمبر 2019. اعتبارًا من عام 2020 علقت الرحلات إلى بانكوك وكراكوف.

### اتفاقية الرمز المشترك
عقدت الخطوط الجوية الدولية الأوكرانية اتفاقية الرمز المشترك مع الشركات التالية:
- طيران أستانا[10]
- الخطوط الجوية الفرنسية
- طيران مولدوفا
- طيران البلطيق
- الخطوط الجوية النمساوية
- الخطوط الجوية الأذربيجانية
- مصر للطيران
- أيبيريا (شركة طيران)
- الخطوط الجوية الملكية الهولندية
- تاب برتغال[11][12]
- الخطوط الجوية التركية

## الأسطول

### الأسطول الحالي
اعتبارًا من مايو 2022، يضم أسطول الخطوط الجوية الدولية الأوكرانية الطائرات التالية:
| الطائرة                | في الخدمة | مطلوبة | الركاب       | الركاب            | الركاب   | الركاب  | ملاحظات |  |
| الطائرة                | في الخدمة | مطلوبة | رجال الأعمال | السياحية المتميزة | السياحية | المجموع | ملاحظات |  |
| ---------------------- | --------- | ------ | ------------ | ----------------- | -------- | ------- | ------- |  |
| بوينغ 737-800          | 4         | —      | —            | —                 | 186      | 186     |         |  |
| بوينغ 737 الجيل القادم | 4         | —      | —            | —                 | 189      | 189     |         |  |
| بوينغ 737 الجيل القادم | 4         | —      | —            | —                 | 215      | 215     |         |  |
| بوينغ 767-300 إي أر    | 2         | —      | 12           | 38                | 211      | 261     |         |  |
| بوينغ 777              | —         | 2      | 12           | 14                | 400      | 426     |         |  |
| إمبراير اي-190         | 5         | —      | 5            | —                 | 96       | 104     |         |  |
| إمبراير اي-195         | 1         | —      | —            | —                 | —        | 118     |         |  |
| المجموع                | 16        | 2      |              |                   |          |         |         |  |

### الأسطول التاريخي
سبق للخطوط الجوية الدولية الأوكرانية تشغيل الطائرات التالية:
| الطائرة                   | المجموع | أدخلت | سحبت | ملاحظات                     |
| ------------------------- | ------- | ----- | ---- | --------------------------- |
| أنتونوف أن-148            | 3       | 2011  | 2013 | نقلت إلى خطوط طيران أنتونوف |
| بوينغ 737                 | 3       | 1994  | 2005 |                             |
| بوينغ 737-300             | 9       | 1995  | 2021 |                             |
| بوينغ 737-300 بي دي إس إف | 1       | 2008  | 2017 |                             |
| بوينغ 737-400             | 7       | 1993  | 2015 |                             |
| بوينغ 737-500             | 13      | 2001  | 2021 |                             |
| بوينغ 777-200 إي أر       | 3       | 2018  | 2020 |                             |

## وصلات خارجية
- الموقع الرسمي
- الأسطول